# Francisco Sánchez-Castañer
Francisco Sánchez-Castañer y Mena, né à Séville le 18 août 1908 et mort à Madrid en 1992, est un hispaniste spécialiste de littérature espagnole et hispano-américaine, professeur à l'université de Saint-Jacques-de-Compostelle (1941-1942), à l'université de Valence (1942-1967) puis à l'université complutense de Madrid (1967-1978).